# 鄭成武
鄭成武，香港資深編劇，現為無綫電視編劇及編審。曾在亞洲電視及香港電視網絡任職編劇。在無綫電視任職期間曾擔任《火舞黃沙》、《法證先鋒III》、《大太監》等作品編劇，後跳槽至香港電視，擔任《來生不做香港人》、《夜班》編劇，於2014年香港電視不獲發牌之後返回無綫電視。首部編審劇集是與石凱婷、徐達初合編的《鐵馬戰車》。

## 編審／編劇列表

### 電視劇（亞洲電視）
- 1987年：《啼笑因緣》（劇本統籌）《成吉思汗》
- 1988年：《張保仔》
- 1989年：《千面俏嬌娃》 《安樂茶飯》 《愛情蝙蝠俠》《捉鬼家族》
- 1990年：《大富大貴》 《難兄難弟》 《Q表姐》
- 1995年：《美夢成真》

### 電視劇（無綫電視）
- 2000年：《反黑先鋒》編劇、《千里姻緣兜錯圈》編劇、《陀槍師姐II》編劇、《生命有TAKE2》編劇
- 2001年：《酒是故鄉醇》編劇
- 2002年：《騎呢大狀》編劇
- 2004年：《血薦軒轅》編劇、《陀槍師姐IV》編劇
- 2005年：《妙手仁心III》編劇、《Yummy Yummy》編劇
- 2006年：《火舞黃沙》編劇、《通天幹探》編劇
- 2007年：《天機算》編劇
- 2008年：《甜言蜜語》編劇、《與敵同行》編劇
- 2009年：《烈火雄心3》編劇
- 2010年：《真相》編劇、《蒲松齡》編劇
- 2011年：《隔離七日情》編劇、《Only You 只有您》編劇、《法證先鋒III》編劇
- 2012年：《大太監》編劇
- 2014年：《叛逃》編劇
- 2015年：《梟雄》編劇
- 2016年：《鐵馬戰車》編審+編劇（與石凱婷、徐達初合作）、《巨輪II》編審+編劇、《幕後玩家》編審+編劇（與關頌玲合作）
- 2017年：《誇世代》編審+編劇（與關頌玲合作）
- 2020年：《黃金有罪》編審+編劇（與劉枝華合作）、《迷網》編審+編劇
- 2021年：《七公主》編審+編劇
- 2022年：《神奇的燈泡》編審+編劇、《黯夜守護者》編審+編劇
- 2023年：《新四十二章》編審+編劇、《羅密歐與祝英台》編審+編劇
- 未播映：《武林》編審+編劇

### 電視劇（香港電視網絡）
- 2014年：《來生不做香港人》編劇
- 2015年：《惡毒老人同盟》編劇、《夜班》編劇

### 電影
- 畫皮之陰陽法王（擔任製片人）
- 新三狼之歡場屠夫
- 嚦咕嚦咕對對碰